# Liomys spectabilis
Liomys spectabilis là một loài động vật có vú trong họ Chuột kangaroo, bộ Gặm nhấm. Loài này được Genoways mô tả năm 1971.